# Dendrocoelum album
Dendrocoelum album is een platworm (Platyhelminthes). De worm is tweeslachtig. De soort leeft in of nabij zoet water.
Het geslacht Dendrocoelum, waarin de platworm wordt geplaatst, wordt tot de familie Dendrocoelidae gerekend. De wetenschappelijke naam van de soort werd, als Polycladodes alba, voor het eerst geldig gepubliceerd in 1910 door Steinmann.

## Synoniemen
- Polycladodes alba Steinmann, 1910[1]
  - Neodendrocoelum album (Steinmann, 1910)
- Sorocelopsis decemoculata Komarek, 1919
  - Dendrocoelum decemoculatum (Komarek, 1919)
  - Polycladodes decemoculata (Komarek, 1919)